# Acıbadem kurabiyesi
 (juillet 2017).
Acıbadem kurabiyesi (en turc : acıbadem kurabiyesi, « biscuit aux amandes amères ») est un biscuit traditionnel fait à partir d'amandes, de sucre, de blanc d’œuf et d'une petite quantité d'amandes amères, qui donnent leur nom à ces biscuits. Cependant, ces amandes étant assez rares, l'extrait d'amande est plus souvent utilisé. Ces biscuits sont généralement présents dans les pâtisseries turques.
Ces biscuits sont caoutchouteux. Ils sont généralement servis avec du café ou de la crème glacée. Ils ressemblent aux traditionnels biscuits à l'amaretti italien.